# Чжан Чао
Чжан Ча́о (кит. трад. 張潮, упр. 张潮, пиньинь  Zhāng Cháo) — китайский интеллектуал времён империи Цин. Автор сборника афоризмов «Тени глубокого сна» (幽梦影), каллиграф.
По идеологическим причинам литературное творчество Чжан Чао не было включено в Сыку цюаньшу; оно получило известность только в XX веке, благодаря участию Линь Ютана.
На русский язык перевод «Теней глубокого сна» был выполнен В. В. Малявиным.

## Публикации на русском языке
- Чжан Чао. Из книги «Тени глубокого сна» / Перевод В. В. Малявина[3] // Наука и религия. — 1992. — № 3. — С. 23.